# GROe
De GROe (Nederlandse transliteratie van de Russische afkorting 'ГРУ') is de huidige Russische militaire inlichtingendienst. De afkorting GROe staat voor Glavnoje Razvedyvatelnoje Oepravlenije (Russisch: Главное Разведывательное Управление, "hoofdinlichtingendienst"). De afkorting is officieel GROe GSj (GROe Generalnogo Sjtaba, "GROe van de Generale Staf").

## Geschiedenis
Deze divisie binnen de Russische diensten is op 21 oktober 1918 door Lenin opgericht om alle militaire inlichtingen te verwerken. De GROe opereerde over de hele wereld met het SIGINT-station in Lourdes (Cuba) (22,995 N, 82,464 W) en in alle voormalige Oostbloklanden, in het bijzonder Litouwen, Letland en Estland. Zij was op een bepaald moment zelfs groter dan de Tsjeka (voorloper van de KGB).
Omdat Lenin de GROe optimaal wilde zien werken, verbood hij de Tsjeka zich te bemoeien met de opdrachten van de GROe. Hierdoor ontstond een enorme rivaliteit tussen de twee instellingen, feller dan die tussen de FBI en de CIA in de Verenigde Staten, die tot op heden bestaat (zij het nu in een mindere mate).
De GROe is minder bekend dan de KGB doordat het een bijzonder geheime organisatie is, waartoe zelfs de hoogst geplaatste politici geen toegang konden krijgen zonder uitgebreide veiligheidsscreening.

### Spetsnaz
De Russische Spetsnaz (speciale eenheden) kwamen oorspronkelijk van de GROe, maar door hun uiterst efficiënte werkmethode werden er al snel Spetsnaz getraind binnen andere diensten.

## Heden
Voor het uiteenvallen van de Unie van Socialistische Sovjetrepublieken (USSR) of Sovjet-Unie in begin 1992 was de GROe de voornaamste inlichtingendienst van de Sovjet-Unie. Na de oprichting van een ministerie van Defensie in april 1992 werd de GROe enkel nog gebruikt voor militaire inlichtingen.
De structuur van de GROe is niet veel gewijzigd sinds het Sovjettijdperk. Het aantal middelen om buitenlandse informatie te verzamelen is groter dan dat van de SVR (de Russische buitenlandse inlichtingendienst). Door de budgettaire en structurele problemen binnen de Russische militaire instellingen, is de begroting de laatste jaren geslonken. Dit heeft effect gehad op de efficiëntie van de GROe . De GROe is nooit opgesplitst en versnipperd zoals de KGB, die na een verijdelde coup op Michail Gorbatsjov in 1991 opgedeeld werd in de SVR (buitenlandse inlichtingendienst) en de FSB (federale veiligheidsdienst).
De GROe was in 2006 onder meer actief in Libanon en Georgië.
Officieren van de GROe worden verantwoordelijk gehouden voor betrokkenheid bij diverse zaken, onder andere het neerhalen van Malaysia Airlines-vlucht 17 (2014), de beïnvloeding van de Amerikaanse presidentsverkiezingen (2016), de vergiftiging van Sergej en Joelia Skripal (2018) en de cyberaanval op de OPCW in Den Haag (2018).

## Beroemde spionnen en overlopers
- George Koval, die atoomgeheimen van het Manhattanproject stal
- Stanislav Loenev
- Viktor Soevorov
- Whittaker Chambers, Amerikaans journalist en ex-GROe-agent die in 1938 met het communisme brak
- Eugene Franklin Coleman
- Arvid Jacobson
- Joseph Milton Bernstein
- Boris Boekov
- Lydia Stahl
- Robert Osman
- Harold Glasser
- Mary Jane Keeney en Philip Keeney
- Hede Massing
- Irving Charles Velson, Brooklyn Navy Yard, kandidaat namens de American Labor Party voor de Senaat van New York
- William Spiegel
- Vincent Reno
- Ward Pigman
- Sergej Skripal
- Richard Sorge
- Olga Kolobova, een Russische spionne die met de valse identiteit 'Maria Adela Kuhfeldt Rivera' was doorgedrongen tot kringen rond de NAVO[3]